# Murförband

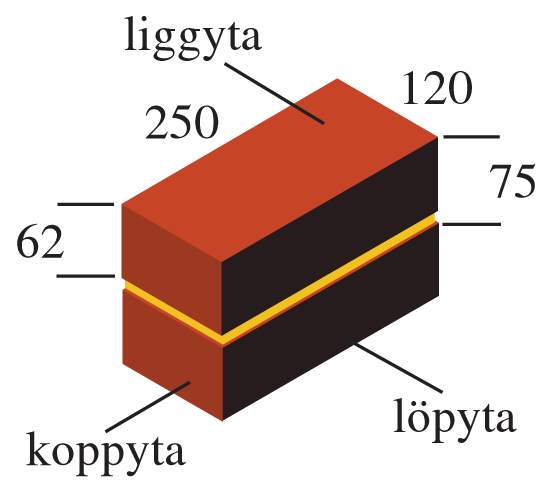
Tegelsten med standardmått i millimeter; liggfog i gult.

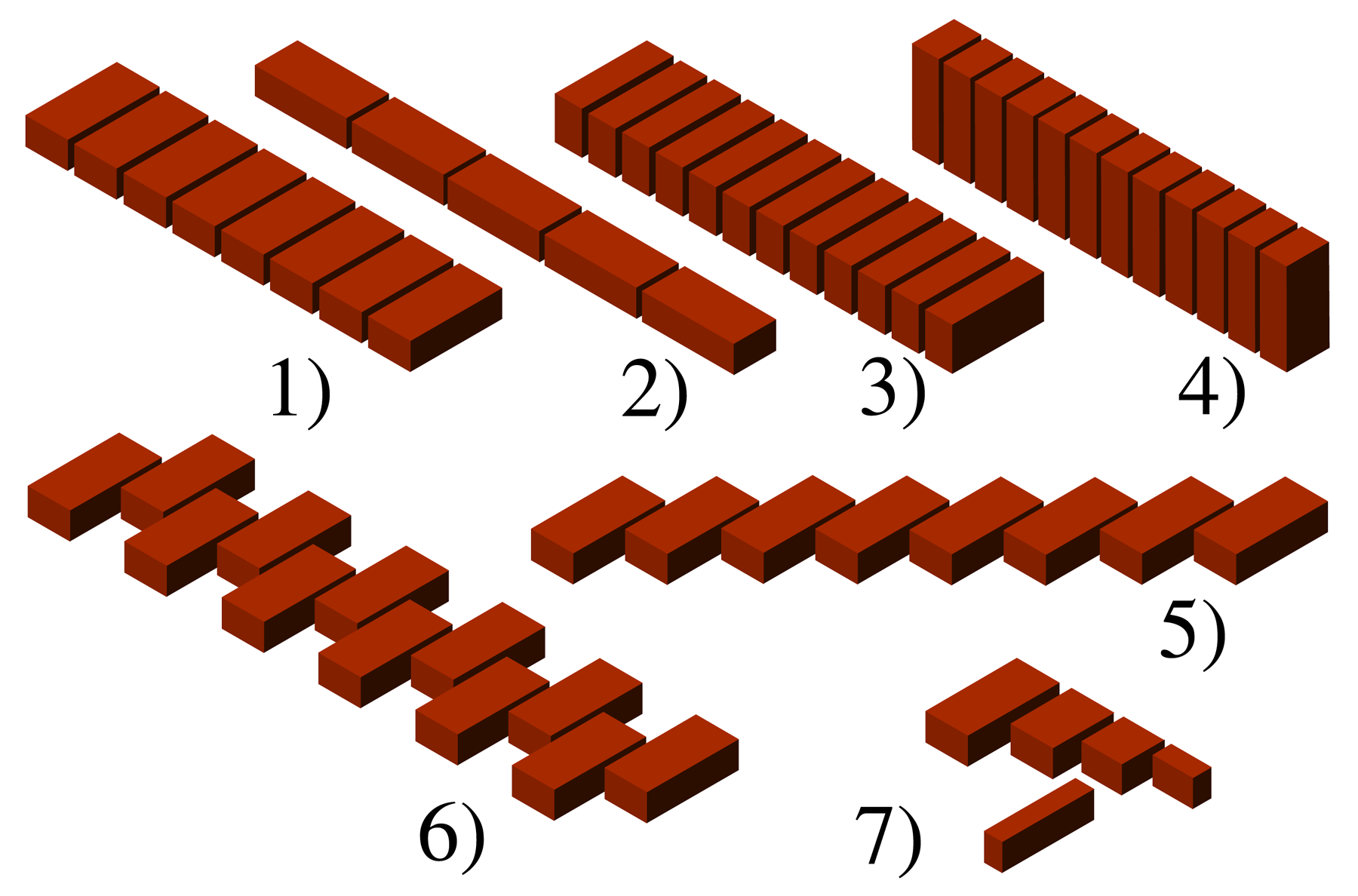
Olika skifttyper. 1) koppskift, 2) löpskift, 3) rullskift, 4) stående rullskift, 5) krysskift (sned tandsnittslist), 6) rak tandsnittslist, 7) helsten, 3/4-sten, 1/2-sten, 1/4-sten pettring samt byggmästarpettring

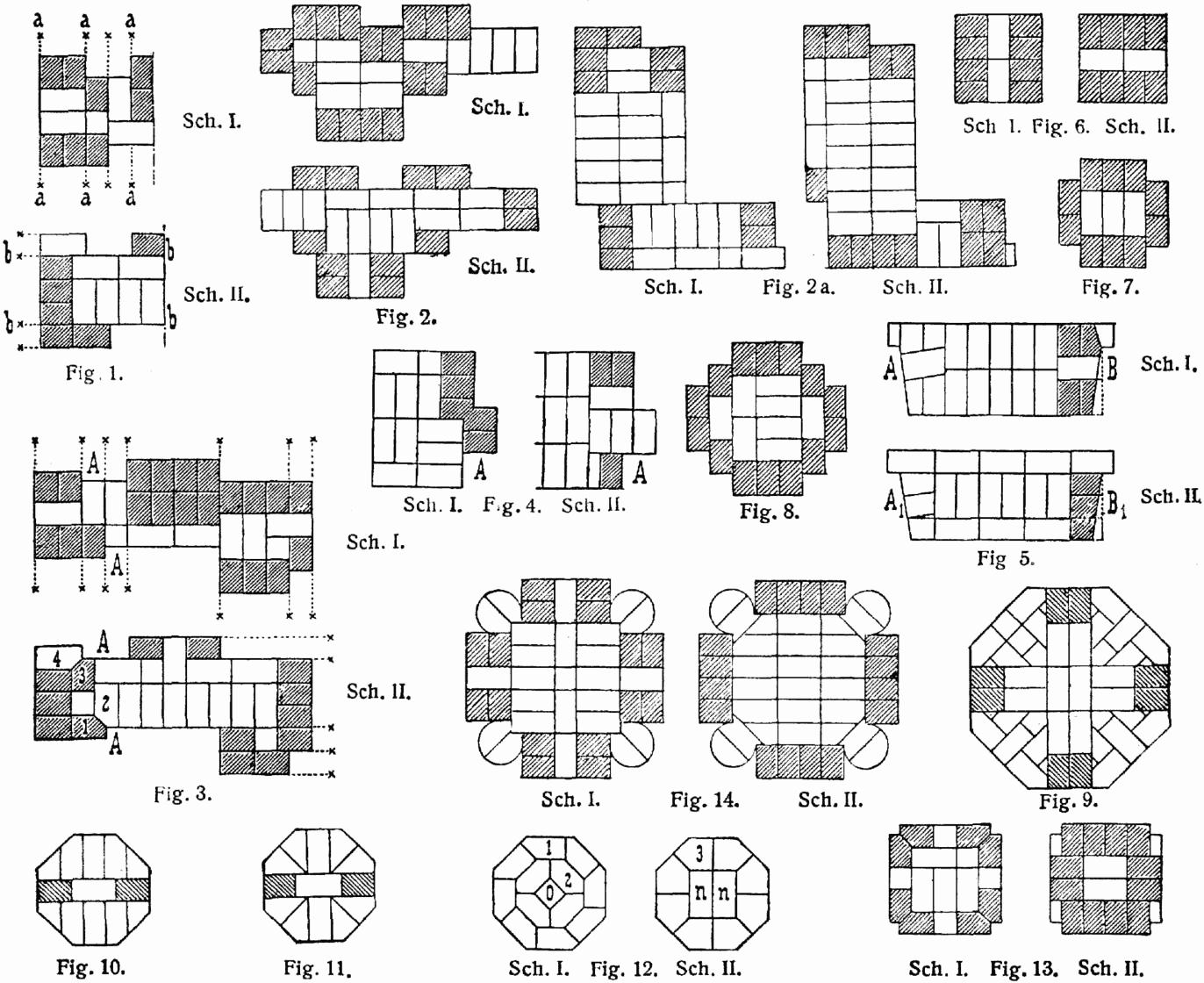
Pelarförband

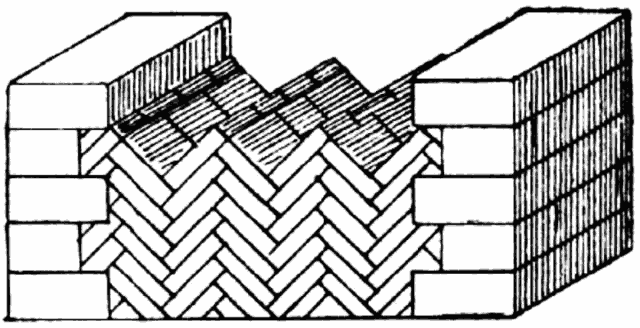
Det inre avsnittet är opus spicatum.

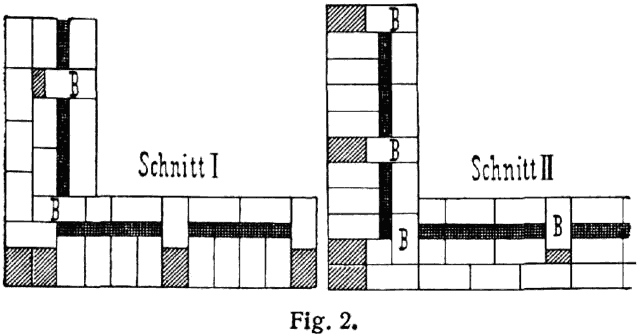
Tegelmur

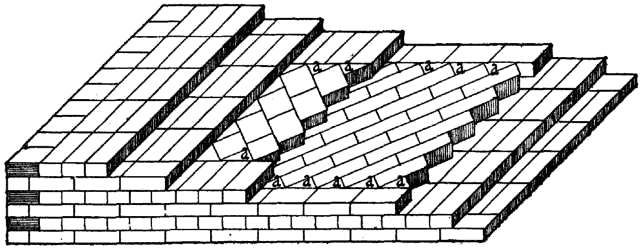
Fästningsförband

Murförband är namnet på de olika teknikerna för att ordna stenarna i en mur, antingen av tegelsten eller natursten.

## Funktion och mått
Avsikten med murförbanden är huvudsakligen att de vertikala fogarna inte skall fortsätta oavbrutet genom flera lager (skift) av stenar, och att även diagonala fogar i möjligaste mån undviks. En tumregel är att ju mer komplicerat ett förband är desto starkare är det. Beroende på stenarnas läge i muren kallas de olika skiften:
- löpskift när stenarna ligger längs med muren och varje sten kallas löpsten
- koppskift när stenarna ligger vinkelrätt emot muren och varje sten kallas koppsten
- rullskift när stenarna ligger "på högkant" vinkelrätt mot muren
- krysskift när stenarna bildar en vinkel med murens framsida.

En annan benämning för koppskift är sträckskift. Krysskift kallas ibland för veckmurning, smygskift eller strömskift. En vanlig benämning av koppsten är bindare.
Lodrätta fogar kallas för "stötfogar" och de vågräta för "liggfogar". Den sida som en sten ligger på kallas dess "ligg"; den sida som de andra stenarna vilar sig på kallas dess "bygg" och den smala sidan av stenen, som är plan och ligger i murens yta kallas för "koppyta".
Stenarna i ett skift läggs så att de täcker stötfogen i underliggande skift. Som huvudregel gäller att ett löpskift följs av ett koppskift. De murförband som har omväxlande löpskift och koppskift i samma skift används i tjockare murar och i ihåliga murar. Stötfogarna i ett skift bör vara genomgående genom muren.
Vid konstruktioner av hörn och avslut av mursidor vid fönster och dörröppningar kan behövas passbitar. Man använder då trekvartssten, halvsten, kvartssten (pettring) och en lång smal "byggmästarpettring". De huggs vanligen till på plats av muraren. Måtten för dessa delar av helstenen är:
- 3/4-sten, 12 × 18,5 cm
- 1/2-sten, 12 × 12 cm
- 1/4-sten (pettring), 12 × 5,5 cm
- byggmästarpettring, 6 × 25 cm.

Vid konstruktioner där två murar korsar varandra binds dessa ihop genom att man under murningen låter skiften för de två murarna växelvis passera korset.
En tegelsten enligt Svensk standard har måtten 250 × 120 × 62 mm. Tillsammans med en fog på 13 mm ger det en bygghöjd på 75 mm. Stenens längd är således lika med två gånger bredden plus en 10 mm stötfog.
Även andra måttserier förekommer, stortegel har till exempel måtten 300 × 145 × 74 mm (kallas även 12-tums tegel). Jämför även modultegel. Förbländertegel är ett mindre och mer hårdbränt tegel med större krav på måttnoggrannhet. Det används för mer krävande murning.

## Hjälpmedel
- Skiftstickan

## Olika murförband
- Opus reticulatum
- Opus incertum
- Opus spicatum
- Amerikanskt förband
- Blockförband
- Engelskt förband
- Holländskt förband
- Kryssförband
- Löpförband
- Munkförband (finns i olika varianter)
- Polskt förband
- Vilt förband

Förband med särskild tillämpning är
- pelarförband
- skorstensförband
- förband för ihåliga murar